# Бальтазар Хольте
Бальтазар Хольте (нем. Balthasar Holte; ум. 1293) — магистр Ливонского ордена с 1290 года по 1293 год.

## Биография
В 1282—1287 годах занимал должность фогта Ярвамаа. В мае 1290 года Бальтазар Хольте был избран новым ландмейстером Тевтонского Ордена в Ливонии.
Он старался погасить возгоревшуюся между архиепископами и рыцарями распрю, но смерть в 1293 году помешала ему закончить начатое; однако он успел заключить договора с курляндским епископом Эдмундом, рижским архиепископом Иоганном и эзельским епископом Генрихом.
В летописях Бальтазар Хольте упоминается как Botho, Bodo, Heltus и Herold v. Hombach.